# Jason Orange
Jason Orange (nacido Jason Thomas Orange, 10 de julio de 1970, Crumpsall, Mánchester, Inglaterra) es un cantante y bailarín inglés. Es un ex-componente de Take That, una banda que estuvo en lo alto de las listas de éxitos a principios de los 90 y, de nuevo, a mediados de los 2000.

## Biografía

### Antes y duranteTake That
La primera experiencia de Orange como artista fue bailando breakdance en un grupo y en el programa televisivo 'The Hitman and Her'. 
En 1990, Nigel Martin-Smith, lo seleccionó junto a otros cuatro cantantes para el nuevo grupo compuesto masculino Take That, que fue creado como una respuesta al revuelo que creó el grupo americano New Kids on The Block.
Así ingresó en la banda que le llevó a lo más alto de la industria musical.

### Después deTake That
Después de que Take That se separase el 13 de febrero de 1996, Orange fue el único miembro que no siguió como cantante e intentó ser actor. En 1998, acompañó al actor Max Beesley (quien tocaba la percusión en Take That) en un viaje por Nueva York, donde ambos estudiaron arte dramático. Como resultado  actuó como DJ Brent Moyer en la miniserie de Lynda La Plante, Killer Net en 1998, que fue emitido en Channel 4. En 1999,  actuó en la producción teatral "Gob" de Jim Kenworth en el The King's Head Theatre en Londres. Sin embargo, sus ambiciones para forjar una carrera como actor resultaron sin éxito y  dejó de actuar, afirmando que no podía soportar las audiciones.
De acuerdo con el documental Take That: For The Record, Orange también viajó por toda Europa después que Take That se separara en 1996. El acudió al South Trafford College en Altincham, donde estudió psicología, biología, historia y ciencias en grado superior.

### Regreso deTake That
Orange regresó con Take That, que fue reformado en 2005 y lanzaron un nuevo álbum llamado, Beautiful World, el 27 de noviembre de 2006. Durante la década de los 90, Orange fue principalmente corista y bailarín en el grupo y nunca cantó como voz principal en ninguna canción (excepto la primera línea del puente en la canción "Never Forget"). En cambio, en el álbum "Beautiful World" contiene una canción en la cual, Orange es la voz principal, "Wooden Boat".
En el álbum lanzado en 2008 por Take That, The Circus, Orange cantó como principal en la canción "How Did It Come To This", así como comparte la voz principal en "The Garden" en el segundo verso, y como segunda voz en "Up All Night". El también es principal en la canción de la cara B "84".
Jason también toca la guitarra en el escenario. Tocó el instrumento por primera vez durante la grabación del número 1 de Take That, "Babe", en 1993.

## Vida privada
Nació en Crumpsall en la zona norte de Mánchester. Sus padres están divorciados. Orange tiene cinco hermanos (incluyendo un hermano gemelo), así como dos hermanastras y dos medios hermanos.
La familia de Orange se trasladó al área de Wythenshawe, en la zona norte de Mánchester, durante su niñez. Acudió a la escuela de primaria Haveley Hey, y más tarde a la escuela secundaria South Manchester High School (que fue cerrada en agosto de 1999) en el mismo distrito. Dejó el colegio sin calificaciones y fue a un régimen de YTS donde fue aprendiz de pintor y decorador con Direct Works, del consejo local de reparación y mantenimiento de la división.
De niño, fue criado como mormón por su familia, pero renunció a sus creencias cuando era adolescente. Orange afirmó que aunque todavía cree en Dios: " todavía me cuestiono la religión".